# Fascio

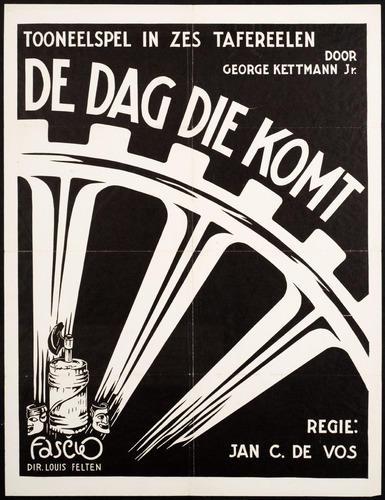
Affiche voor De Dag Die Komt, 1933

Fascio was de naam van een fascistisch toneelgezelschap dat eind 1933, begin 1934 actief was.
Fascio kan beschouwd worden als een mantelorganisatie van de Nationaal-Socialistische Beweging (NSB) van Anton Mussert. Fascio is opgericht in de laatste maanden van 1933 en heeft gedurende haar korte bestaan slechts één toneelstuk opgevoerd: De dag die komt van George Kettmann. Directeur van Fascio werd Louis Felten, de regisseur was Jan C. de Vos Jr. en onder de acteurs bevonden zich Willy Dunselman, Ferdinand Erfmann, Gerard Hartkamp, Chris Laurentius, Toon Smit, Ko van Sprinkhuysen, Ferd Sterneberg en Hans Tiemeijer. Het is opvallend dat Erfmann, Hartkamp, Sterneberg en Tiemeijer later als krachtige anti-fascisten bekend zouden worden. Uit hun latere getuigenissen blijkt, dat in die vroege tijd van het Nederlandse fascisme en nationaalsocialisme de NSB en haar activiteiten nog niet al te serieus werd genomen.
Op 22 december 1933 vond in de Utrechtse Stadsschouwburg de première plaats van De dag die komt. Geafficheerd als een "Tooneelspel in zes tafereelen, door George Kettmann Jr.", was het door hem speciaal voor de gelegenheid geschreven. Vervolgens werd het stuk gespeeld in Amsterdam in het Grand Théatre en in het Haagse Gebouw voor Kunsten en Wetenschappen. De kritiek op het stuk was verdeeld. Zo erkende Menno ter Braak in Het Vaderland van 5 januari 1934 weliswaar de oprechte ideologische bedoelingen van Kettmann, maar hij verweet hem daarnaast zijn gebrek aan toneeltechnische achtergrond. De recensent van het Algemeen Handelsblad van 25 december 1933 noemde het stuk "met overtuiging geschreven".
Na de voorstellingen in de grote steden trok Fascio met De dag die komt naar de provincie. Er volgden circa vijftig voorstellingen in het land, voor het merendeel gespeeld op NSB-avonden. Hier stierf Fascio een langzame dood. De NSB-functionarissen waren niet berekend voor de taak een toneelgezelschap te ontvangen en te faciliteren. Zaalhuur en kaartverkoop liepen vast in bureaucratie en onkunde. Omdat de NSB financieel garant stond legde het Utrechtse partijhoofdkwartier beslag op de inkomsten. Dit leidde tot een opstand van de acteurs en het ontslag van Louis Felten. Eind februari 1934 viel zodoende het doek voor het eerste fascistische toneelgezelschap dat Nederland gekend heeft.
 Portaal: Fascisme en nationaalsocialisme in Nederland · Fascisme · Nationaalsocialisme